# Jarlabankes Bro

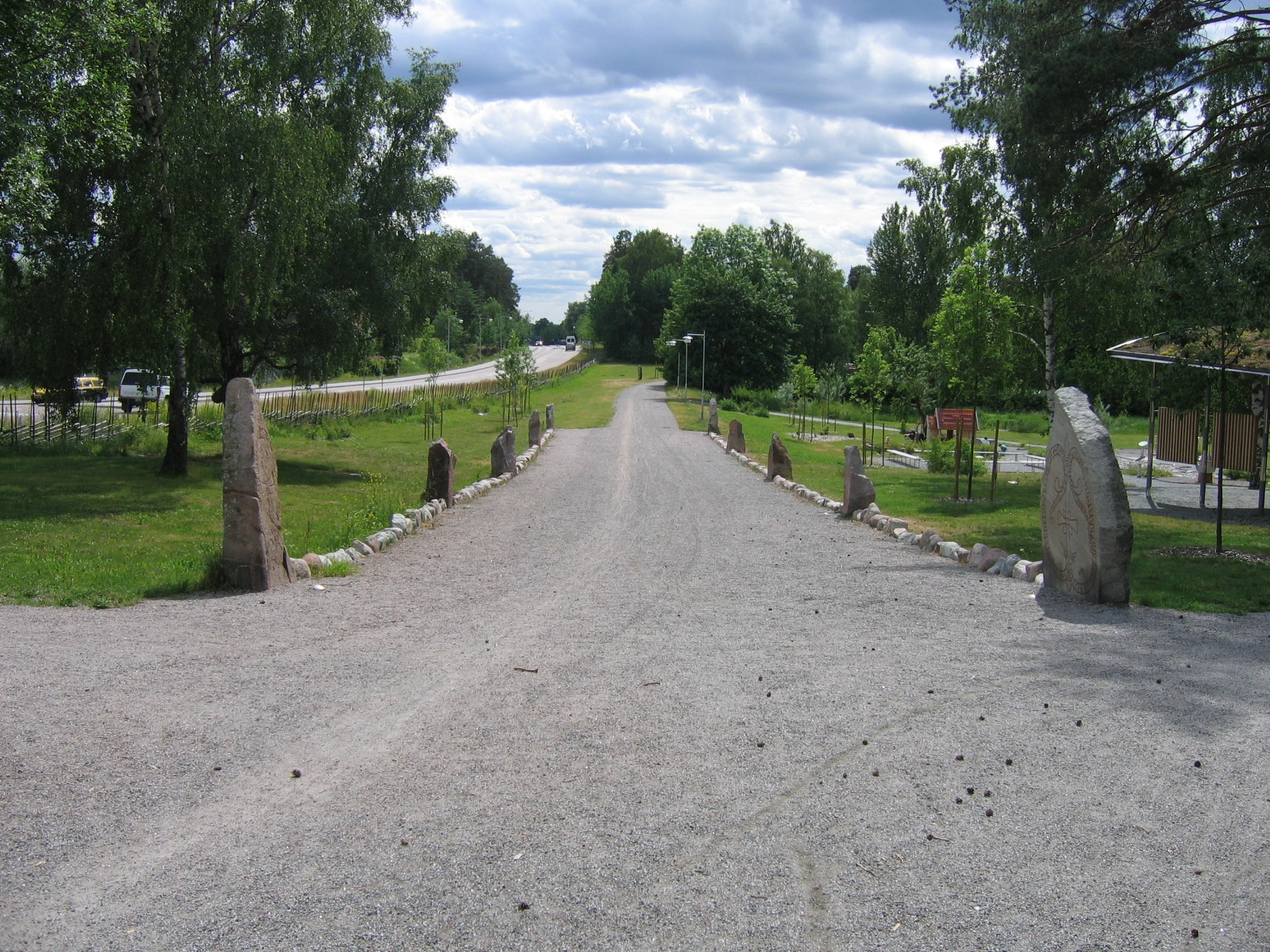
Jarlabankes Bro nach der Restaurierung von 2005.

Jarlabankes Bro (schwedisch für „Jarlabankes Brücke“) ist ein Monument aus der Wikingerzeit, das der Großgrundbesitzer (wahrscheinlich auch Häuptling) Jarlabanke Ingefastsson um 1060 in der schwedischen Ortschaft Täby Uppland anlegen ließ. Es handelt sich weniger um eine Brücke als um einen befestigten 6,5 Meter breiten und etwa 150 Meter langen Damm über ein Feuchtgebiet.
Das nördliche, und vermutlich auch das südliche Ende des Dammes, wurden mit je zwei Runensteinen bestückt, die über Jarlabankes gesellschaftliche Stellung und seine Taten Auskunft geben. Die nördlichen Runensteine (U 164 und U 165) befinden sich an ihrer ursprünglichen Stelle. Bei den Runensteinen, die sich derzeit im Umfeld der Kirchen von Danderyd und Fresta befinden (U 127 und U 161), wird angenommen, dass sie früher am Südende des Dammes postiert waren, da sie von einer Brücke berichten. Ob sich ein fünfter Runenstein (U 212 oder U 217) anfänglich im Umfeld des Dammes befand, ist umstritten. Der erste steht heute neben der Kirche von Vallentuna und berichtet von der Errichtung eines Gerichtsplatzes. Der zweite liegt als Fragment bei der Kirche und nennt Ingefast (wahrscheinlich Jarlabankes Sohn) als Erbauer einer Brücke.

## Bauweise
Die Grundlage des Dammes bildete weder eine Pfahlgründung noch ein Reisigbett. Laut dem schwedischen Reichsantiquaramt bestand die unterste Schicht aus rötlichem Tillit. Weitere Schichten aus Steinen, Kies und Sand folgten, wobei die ursprüngliche Form nicht mehr rekonstruiert werden konnte, da der Damm im Laufe der Jahrhunderte mehrmals umgebaut wurde. Er wurde noch bis in die 1960er Jahre als Landstraße genutzt. Die Wegkanten besaßen zwischenzeitlich und zusätzlich zu den Runensteinen eine Markierung aus etwa 2,5 Meter hohen beschrifteten Steinen. Diese waren beidseitig alle 12 Meter positioniert und zwischen ihnen befanden sich Reihen aus kleineren Steinen. Eine Untersuchung von 2005 fand keine Anzeichen, dass diese Steinreihen schon in der Wikingerzeit existierten. Vermutlich wurden sie erst im 17. Jahrhundert angelegt. Im Zusammenhang mit dieser Untersuchung fand eine Restaurierung des Dammes statt.

## Runensteine
Die vier Runensteine mit starkem Bezug zu Jarlabankes Bro haben folgende Inschriften:

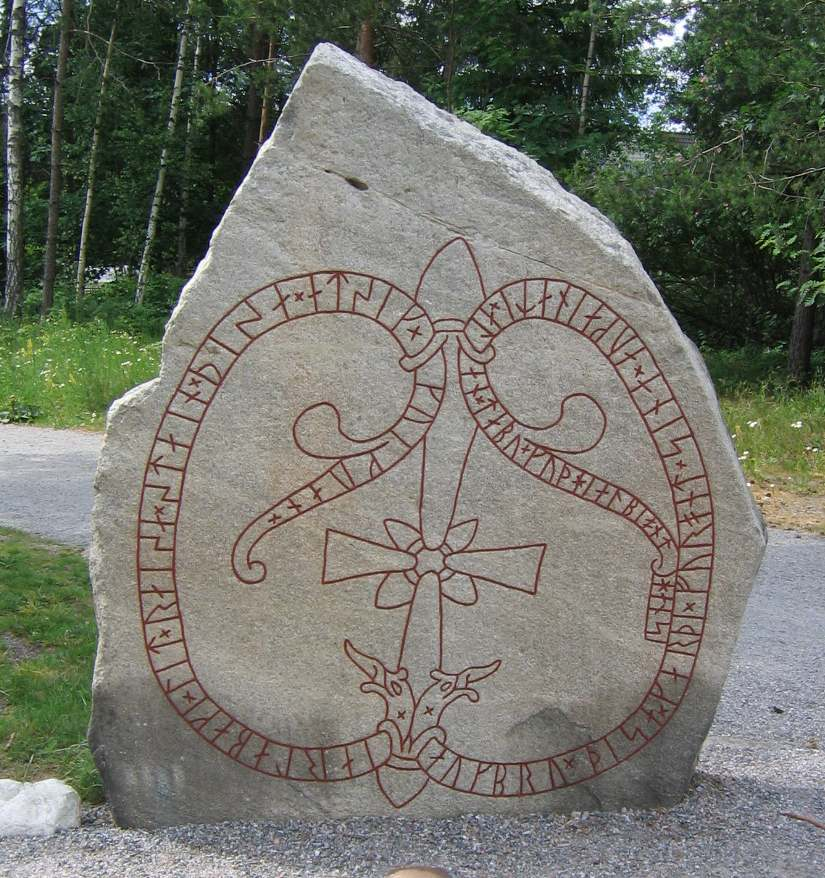
U164, Jarlabankes Bro: Jarlabanke ließ diese Steine für sich aufrichten[2], während er lebte, und er schuf diese Brücke für seine Seele, und er besaß allein ganz Täby. Gott helfe seiner Seele.
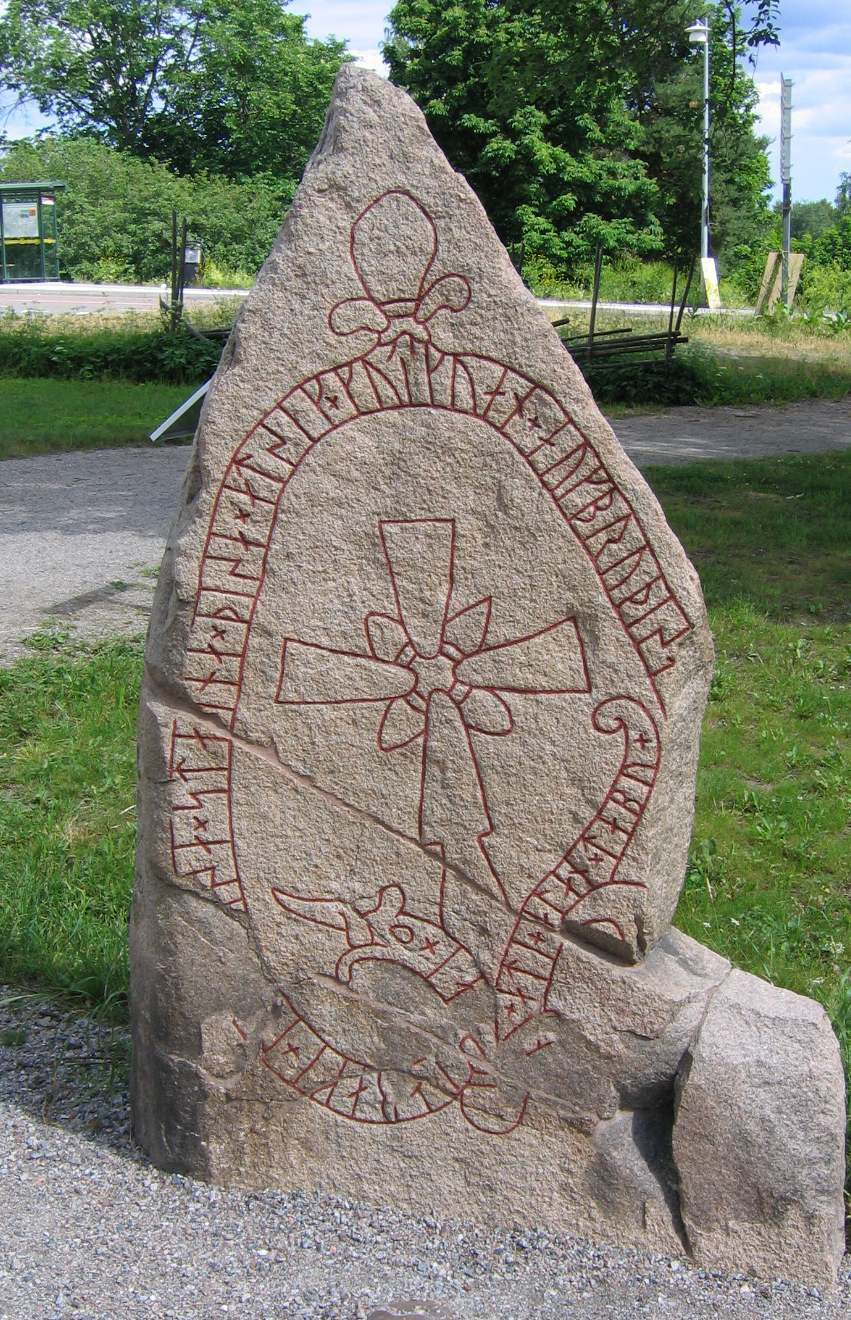
U165, Jarlabankes Bro: Jarlabanke ließ diese Steine für sich aufrichten, während er lebte, und er schuf diese Brücke für seine Seele … besaß ganz Täby.
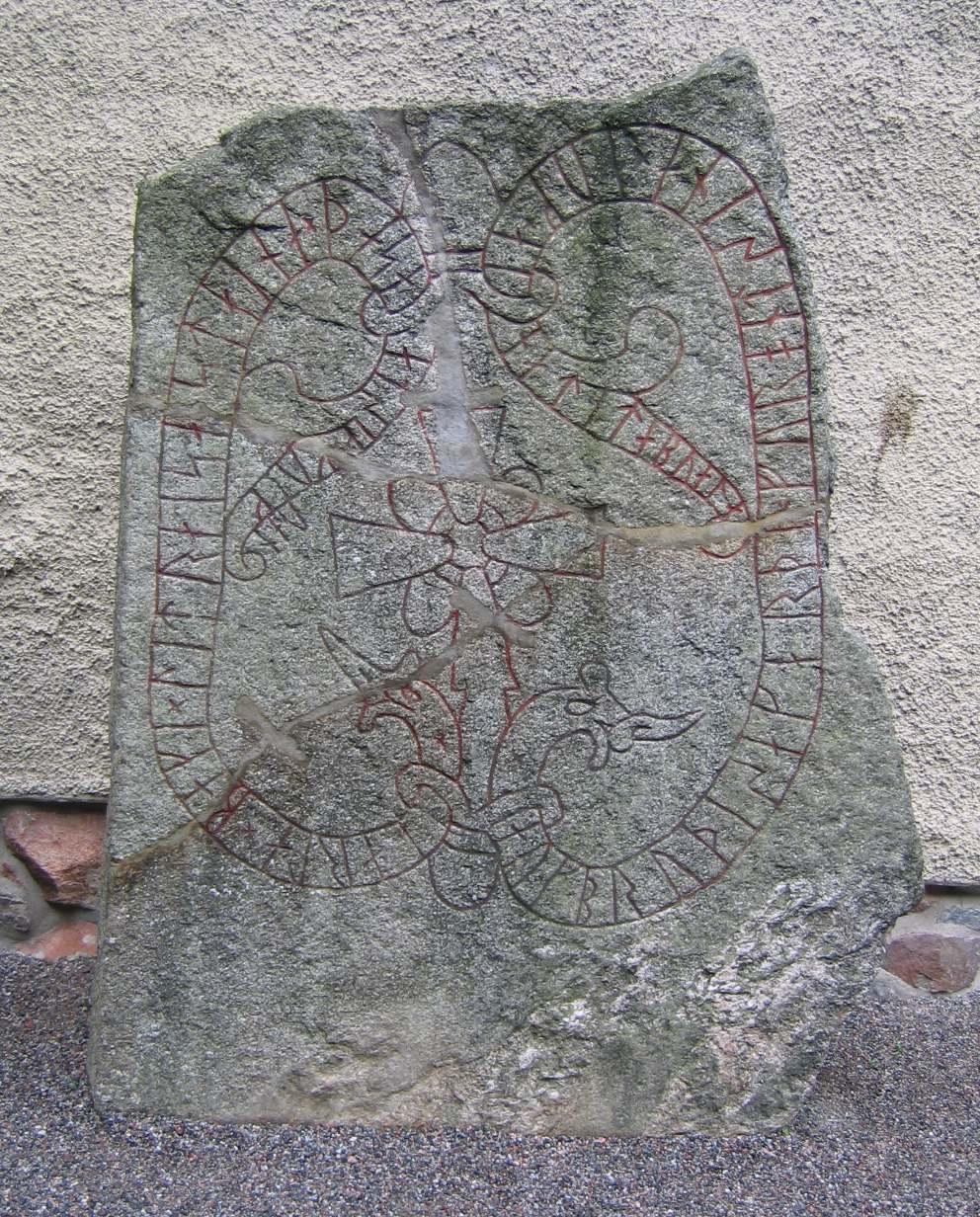
U127, Kirche Danderyd: Jarlabanke ließ diese Steine für sich aufrichten, während er lebte, und er schuf diese Brücke für seine Seele, und er besaß allein ganz Täby.
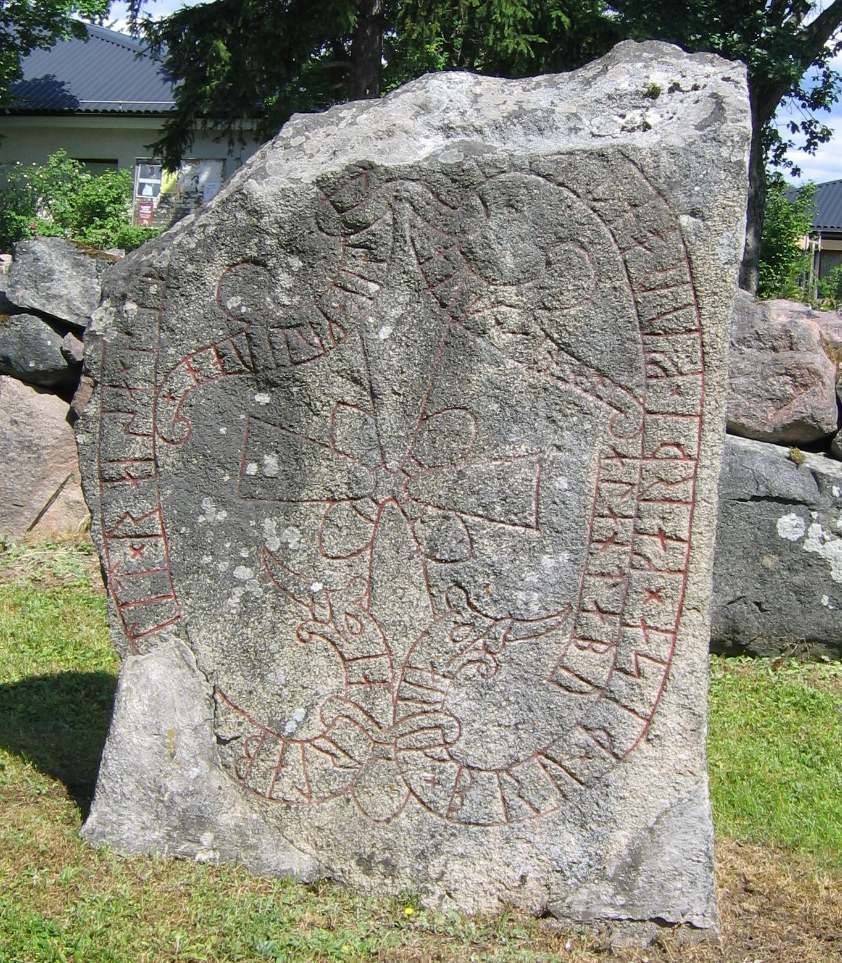
U261, Kirche Fresta: Jarlabanke ließ diese Steine für sich aufrichten, während er lebte, und er schuf diese Brücke für seine Seele, und er besaß allein ganz Täby.